# بنك القدس
بنك القدس هو شركة مساهمة عامة محدودة تأسّست في 2 أبريل 1995 برأس مال مقداره 20 مليون دولار أمريكي. يقع مقر الإدارة العامة للبنك في حي الماصيون في مدينة رام الله، ويُقدم البنك خدماته من خلال فروعه ومكاتبه التي بلغ عددها نحو 40 في محافظات الضفة الغربية وقطاع غزة. بلغ رأس مال البنك وفق التقرير السنوي 2019 إلى 90,172,750 دولار أمريكي.
في 1 يوليو 2018، أعلن بنك القدس عن إندماج فروع البنك الأردني الكويتي في فلسطين ضمنه.

## وصلات خارجية
- الموقع الرسمي